# قط أوريجون ريكس
قط أوريجون ريكس (بالإنجليزية: Oregon Rex)‏ ، هو أحد السلالات المتعددة لما يعرف ب طفرة ركس، والتي حدثت في منتصف القرن العشرين من طفرة جينية عفوية.
بعد الاعتراف بها بكونها سلالة منفصلة، تمتعت السلالة بشعبية قصيرة الأمد بين مربي القط في الولايات المتحدة. الآن يبدو أن هذا السلالة قد اندمجت مع غيرها من سلالات ريكس الأكثر شعبية مثل ديفون ريكس أو كورنيش ريكس بسبب التهجين مع أنواع ريكس أخرى.